# マグダレーネ・フォン・ザクセン
マグダレーネ・フォン・ザクセン（Magdalene von Sachsen, 1507年3月7日 - 1534年1月25日）は、ドイツのザクセン公爵家（アルベルティン家）の公女で、ブランデンブルク選帝侯ヨアヒム2世の最初の妻。夫の即位以前に死去し、選帝侯夫人にはなっていない。

## 生涯
ザクセン公ゲオルク（髭公）とその妻でポーランド王カジミェシュ4世の娘であるバルバラの間の末娘として生まれた。両親によってカトリック信徒として育てられた。1524年11月6日にドレスデンにおいて、ブランデンブルク選帝侯世子ヨアヒムと結婚した。2人の結婚式は3000人の招待客と24人の諸侯が出席するという大変に豪華なものだった。花嫁の父による祝いの言葉は、花婿の叔父に当たるマインツ大司教アルブレヒト・フォン・ブランデンブルクが代読した。
マグダレーネは1534年、27歳で死去した。悲惨な火災事故を目撃したショックが原因で寝込み、それが死期を早めたと言われる。翌1535年、ヨアヒム2世はマグダレーネの従妹にあたるポーランド王女ヤドヴィガを後妻に迎えた。

## 子女
夫との間に5男2女の計7人の子女をもうけた。
- ヨハン・ゲオルク（1525年 - 1598年） - ブランデンブルク選帝侯
- バルバラ（1527年 - 1595年） - 1545年、ブジェク公イェジ2世と結婚
- エリーザベト（1528年 - 1529年）
- フリードリヒ（1530年 - 1552年） - マクデブルク大司教
- アルブレヒト（1532年 - 1532年）
- ゲオルク（1532年 - 1532年）
- パウル（1534年 - 1534年）